# Gwarkowa Perć
 Gwarkowa Perć – sztuczne odsłonięcie skał w południowo środkowej Polsce w Sudetach Wschodnich, w województwie opolskim, w powiecie nyskim, w gminie Głuchołazy, w Górach Opawskich.
Gwarkowa Perć z 11-metrową drabiną o 35 szczeblach stała się symbolem Gór Opawskich. Nazywana "żelazną drogą" stanowi jedyne miejsce w polskich Sudetach, które można podciągnąć pod kategorię via ferrata.

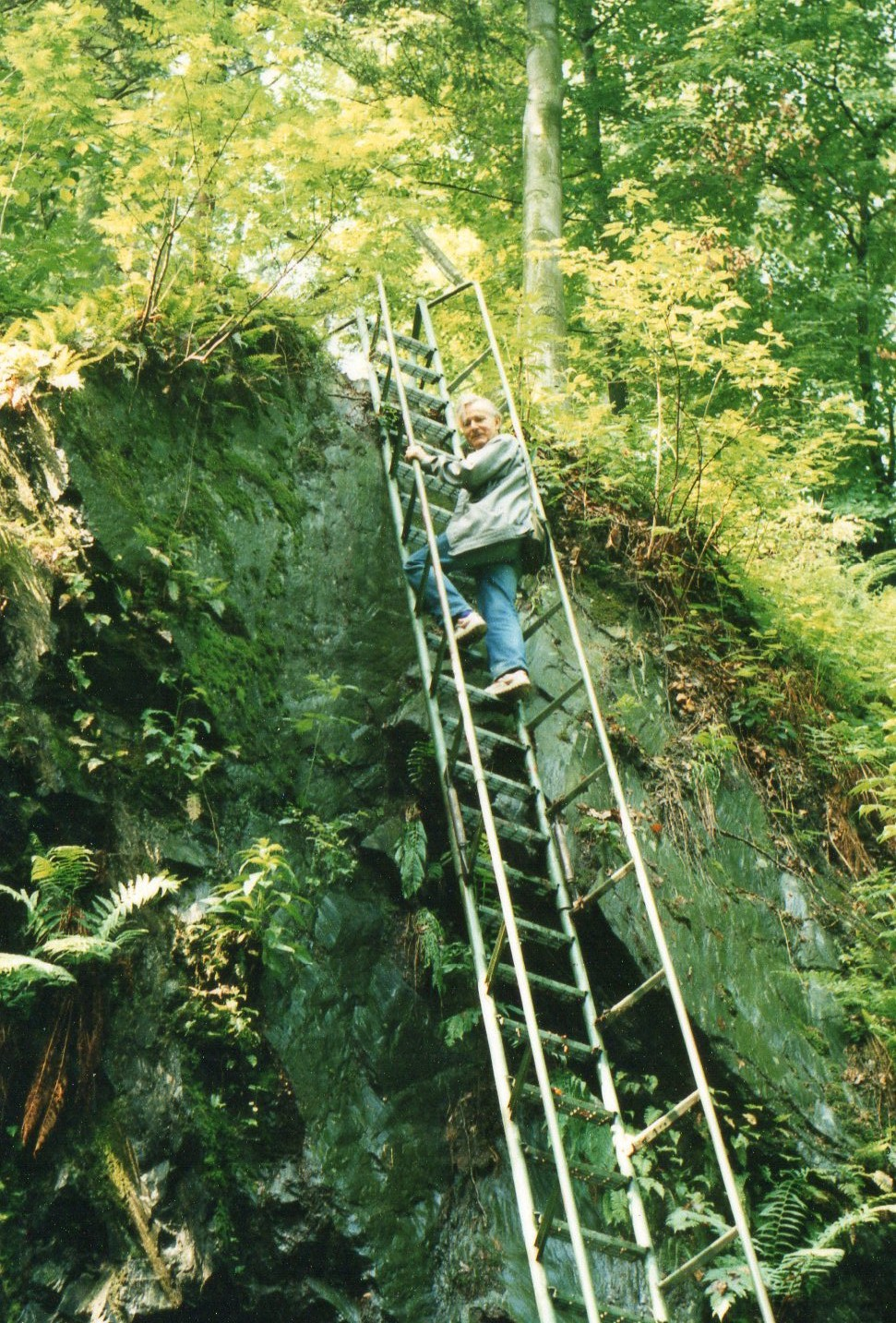
Na Gwarkowej Perci w 1995

## Położenie
Sztuczne odsłonięcie skał znajduje się w środkowo-północnej części Gór Opawskich, na południowo-wschodnim zboczu wzniesienia Bukowej Góry, na stromym zboczu doliny Bystrego Potoku, około 1,6 km w kierunku południowo-wschodnim od Jarnołtówka. 

## Geologia
Gwarkowa Perć to ściany wyrobiska górniczego po nieczynnym kamieniołomie, o powierzchni liczącej około 1 200 m2, położonego na wysokości ok. 420-440 m n.p.m. Wyrobisko powstało po eksploatacji łupków fyllitowych. W wyniku robót eksploatacyjnych, prowadzonych tu w latach 1820-1822, wyrobisko kamieniołomu wcięło się poziomo w południowo-wschodnie zbocze wzniesienia, powodując sztuczne odsłonięcie warstw skalnych. Eksploatacja prowadzona była warstwowo (schodowo), w wyniku czego pozostały charakterystyczne półki określane obecnie jako ambony. W prawie pionowych ścianach o 50-metrowej wysokości występują interesujące efekty przeobrażeń skał. Przez cały rok po ścianach wyrobiska malowniczo spływa woda, która zimą zamarza i sprawia wrażenie wielkiej pofalowanej pokrywy lodowej, urozmaiconej soplami. W roku 1985 w tym malowniczym wyrobisku staraniem Klubu Górskiego PTTK „Krokus” z Opola zamontowano 11-metrową metalową drabinką, ewenement w polskich górach, gdzie trudno spotkać jakiekolwiek ułatwienia w postaci klamer, lin, łańcuchów, czy właśnie drabinek. Odsłonięte skały oraz nieczynny kamieniołom pod wieloma względami są wielką osobliwością stanowiąc atrakcję Jarnołtówka. Odsłonięte skały oraz nieczynne wyrobisko kamieniołomu objęte są ochroną jako pomnik przyrody nieożywionej.

## Etymologia
Nazwa Gwarkowa Perć pochodzi od półki skalnej na ścianie wyrobiska, z której górnicy urabiali skałę. W gwarach karpackich górali nazwa perć oznacza ścieżkę biegnącą w trudnym terenie górskim, a ścieżki te prowadziły często takimi półkami.

## Turystyka
Przez Gwarkowa Perć prowadzi niebieski szlak turystyczny.
- Pokrzywna - Olszak (453 m n.p.m.) - skały Karolinki - Jarnołtówek - Gwarkowa Perć - Pokrzywna